# Christliche Wissenschaft

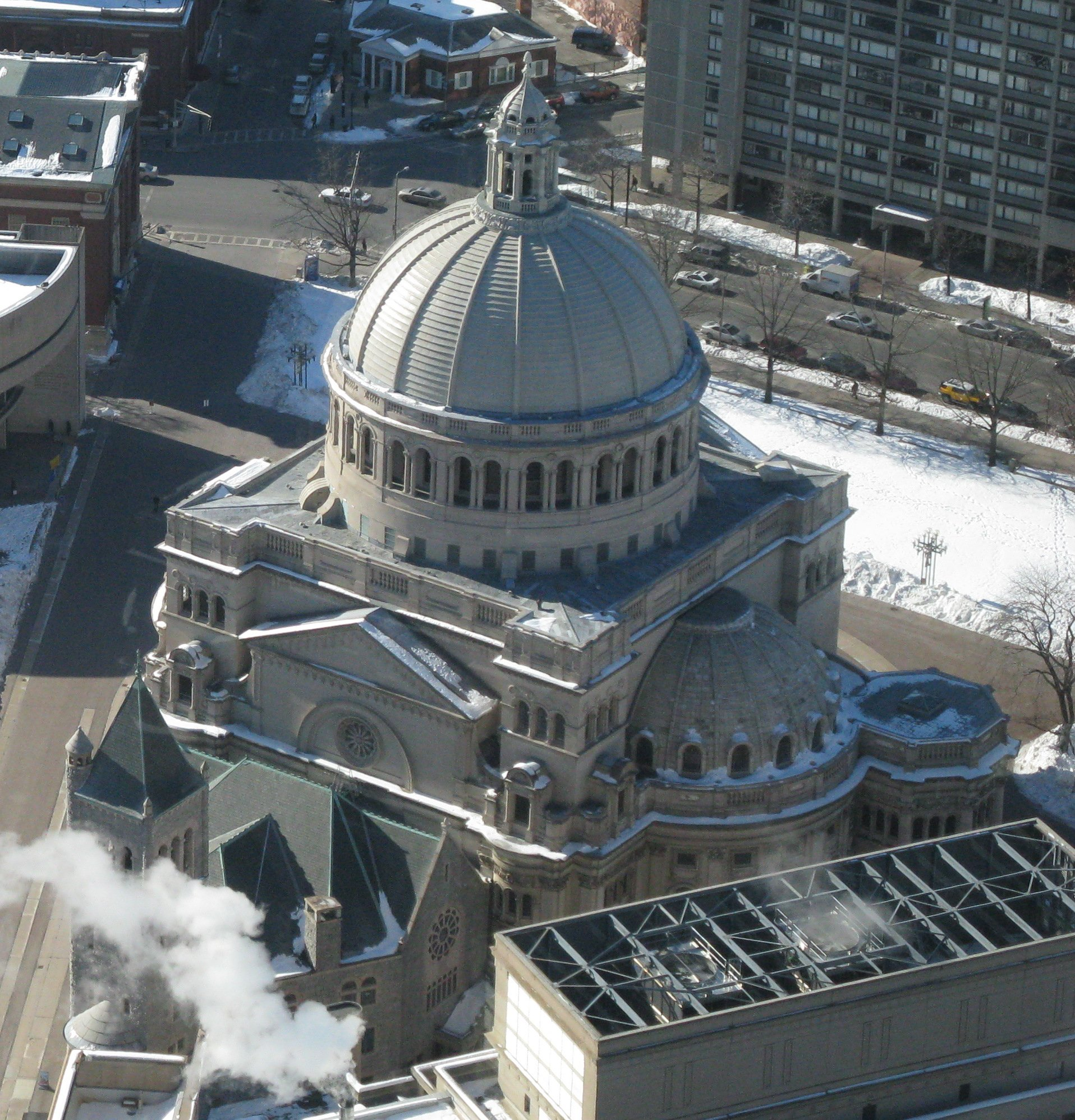
Erste Kirche Christi, Wissenschafter in Boston, gesehen vom Skywalk des Prudential Tower

Christliche Wissenschaft (englisch Christian Science) ist eine 1866 von Mary Baker Eddy gegründete neue religiöse Bewegung, die als religiöse Sondergemeinschaft gilt.
Die Grundphilosophie formulierte Eddy in ihrem Buch Wissenschaft und Gesundheit mit Schlüssel zur Heiligen Schrift und veröffentlichte sie 1875 erstmals. Die religiöse Lehre ist an den Calvinismus und Puritanismus angelehnt, unterscheidet sich aber von ihnen in zahlreichen zentralen Aspekten. Unter anderem werden die Trinität und die Göttlichkeit von Jesus Christus verneint, und die materielle Welt wird als Illusion betrachtet. Als Folge davon werden auch Krankheiten als Illusionen betrachtet, die nicht medizinisch, sondern durch Gebet zu behandeln seien. Das sorgt für Kontroversen und Kritik, da viele Anhänger schwere Krankheiten spät oder überhaupt nicht behandeln lassen und auch ihren Kindern lebenswichtige medizinische Behandlungen vorenthalten (vgl. Pfingstbewegung), was gerade bei Frauen zu einer geringeren Lebenserwartung führen kann.

## Name
Kirche Christi, Wissenschaftler ist der Name für die von Mary Baker Eddy begründete weltweite Glaubensgemeinschaft, die sich als Sprachrohr für Christian Science sieht. Die Mutterkirche ist The First Church of Christ, Scientist ‚Die Erste Kirche Christi, Wissenschaftler‘ in Boston. Die Ortsgemeinden sind Zweigkirchen der Mutterkirche, die rechtlich selbstständig sind und demokratisch von den Mitgliedern der Ortsgemeinden organisiert werden. Häufig wird auch allgemein von der Christian-Science-Kirche gesprochen.

## Geschichte

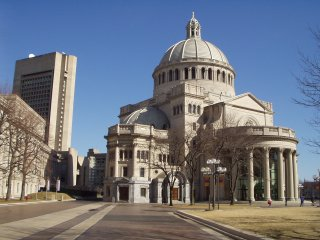
Mutterkirche der Christlichen Wissenschaft in Boston

Die erste Gemeinde wurde 1879 in Boston, USA gegründet. 1881 ließ sich Mary Baker Eddy zur Pastorin ihrer Kirche ordinieren. 1892 entstand aus der zwischenzeitlich aufgelösten Gemeinde die sogenannte Mutterkirche in Boston (The First Church of Christ, Scientist). Diese Kirche ist Teil eines größeren Gebäudeensembles im Zentrum von Boston. 1895 wurde das Originalgebäude der Mutterkirche geweiht, 1906 ein Erweiterungsgebäude eröffnet.
Laut Angaben des Religionswissenschaftlichen Medien- und Informationsdienstes, der sich auf Angaben auf der Website der Organisation bezieht, hat sich die Bewegung und deren Zweige in etwa 80 Ländern niedergelassen. Eddys Lehrbuch erschien in 17 Sprachen. Der Großteil der Kirchenmitglieder ist im englischsprachigen Raum angesiedelt: den USA, in Großbritannien, Kanada und Australien. In den meisten Ländern außerhalb des englischen Sprachraums bildeten sich überwiegend nur kleinere praktizierende Gruppen, wobei Deutschland eine bedeutende Ausnahme bildet.
Nach anfangs starken Zuwächsen verzeichnet die Bewegung etwa seit 1955 mit stetigem Mitgliederschwund. Die Erste Kirche Christi, Wissenschafter in Basel wird seit 2016 nicht mehr von der kleiner gewordenen Gemeinde genutzt. Mit der Eröffnung der Mary Baker Eddy Library for the Betterment of Humanity in Boston hat die Kirche ihre Archive für die Öffentlichkeit geöffnet sowie mit anderen Aktivitäten versucht, Bedeutung zurückzuerlangen. Im Jahr 2004 öffnete die erste Christian-Science-Gemeinde in der Ukraine ihre Pforten. Insbesondere in Afrika entstehen neue Kirchen. So wurden im Jahr 2009 zum ersten Mal mehr neue Mitglieder aus Afrika als aus den USA aufgenommen.

### In Deutschland
In Deutschland wurde 1896 die Christlichen Wissenschaft in Dresden und 1899 in Berlin durch Frances Thurber Seal eingeführt. In einigen Bundesländern hat die Christian Science den Status einer Körperschaft des öffentlichen Rechts.

## Verbreitung
Zur Gesamtzahl der Mitglieder liegt keine offizielle Eigenangabe vor, verschiedene Schätzungen gehen von 400.000 Mitgliedern aus, davon sind etwa 100.000 aktiv. Bei den Mitgliedern überwiegen zahlenmäßig Frauen, und die Gründerin Eddy ist seit Ende des 20. Jahrhunderts Gegenstand feministischer Forschung.
Die Kirche wird von der Mutterkirche, The First Church of Christ, Scientist in Boston, Massachusetts, USA, und deren ca. 2.000 Zweiggemeinden in 80 Ländern gebildet (nach Georg Schmid 3.000 Zweiggemeinden und Hochschulvereinigungen in 50 Ländern).
In Deutschland gibt es 42 Zweigkirchen, Vereinigungen und Hochschulvereinigungen. In der Schweiz existieren 14 Zweigkirchen und Vereinigungen, in Österreich sind es zwei. (Stand: April 2020)
Weltweit zählt Christliche Wissenschaft 1.091 offiziell eingetragene Christian-Science-Praktiker, davon 40 in Deutschland und sieben in der Schweiz. (Stand: April 2020)

## Lehre und Praxis

### Lehre

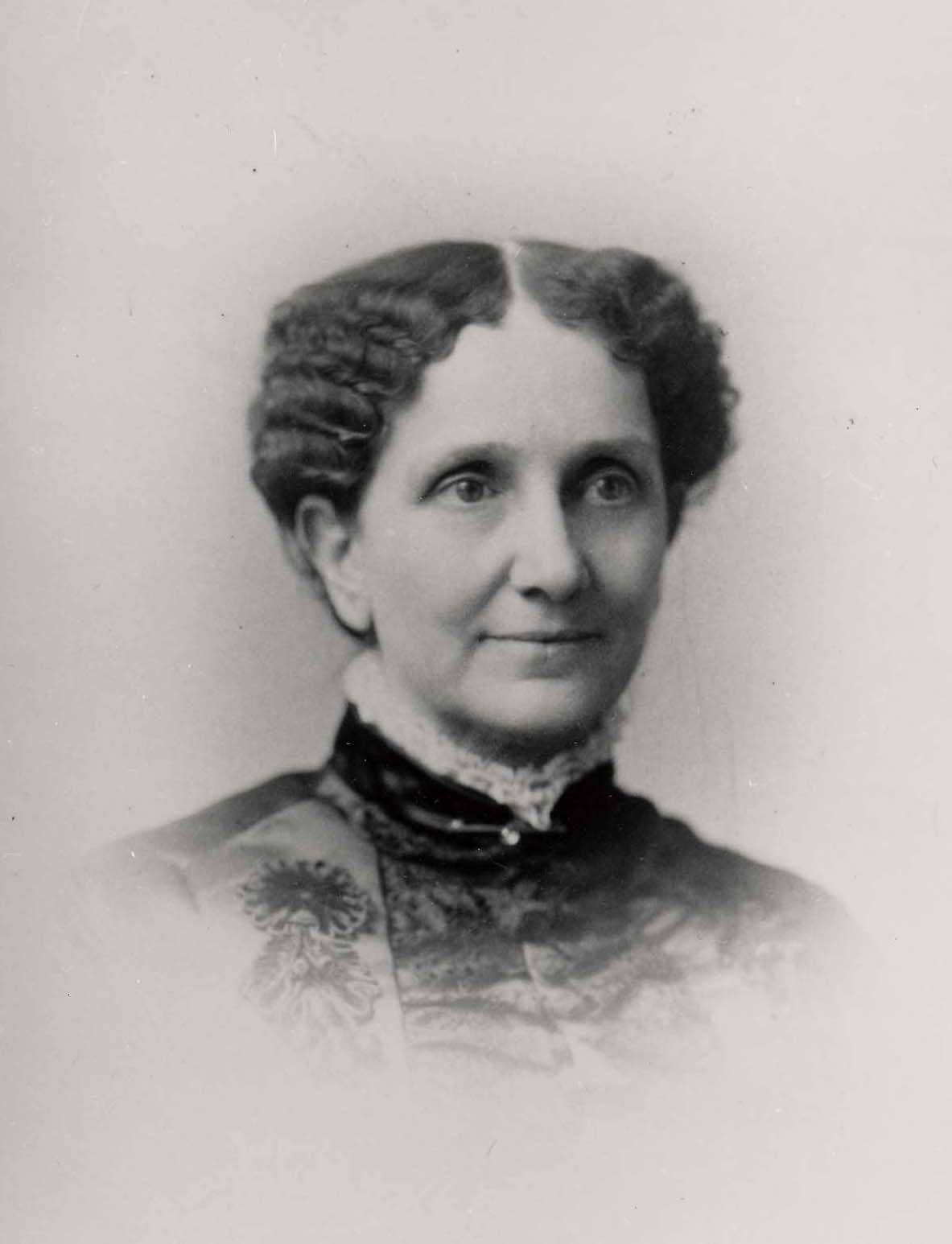
Mary Baker Eddy Begründerin der Christlichen Wissenschaft

Nach Mary Baker Eddy ist Christian Science das Gesetz des Guten, die Wissenschaft des Christus, das auf die Lehren der Bibel zurückgehende christliche System geistigen Heilens. Grundlegende Ideen sind:
- Gott ist göttliche Liebe, höchster Vater-Mutter.
- Die wahre Natur jedes Individuums als Kind Gottes ist geistig.
- Gottes unendliche Güte, erfahren im Gebet, heilt.

Als Ausgangspunkt für die Bewegung wird eine spontane Heilung Eddys von den schweren Folgen eines Unfalls im Jahr 1866 angesehen, wobei Eddy ihre Gesundung auf eine Inspiration beim Lesen der in der Bibel dargestellten Heilung des Gelähmten (Matthäus 9) zurückführte. Kirchenvertreter erklären, dass der Gedanke, dass die Kraft hinter dem biblischen Heilungsgeschehen und dem Wirken Jesu Christi nicht auf biblische Zeiten beschränkt sei, der Antrieb für Eddys mehrjähriges Studium der Bibel gewesen sei, das zu der Publikation von Eddys Hauptwerk Wissenschaft und Gesundheit mit Schlüssel zur Heiligen Schrift führte. Der 1879 definierte Zweck der Kirche Christi, Wissenschaftler besteht laut einer zentralen Leitungsschrift darin, „die Worte und Werke Jesu Christi in Erinnerung zu bringen und dadurch das ursprüngliche Christentum und sein verlorengegangenes Element des Heilens wiedereinzuführen“ (Kirchenhandbuch, S. 17).
Eddy beschrieb die Überlegenheit der geistigen Kraft über die physische Kraft als die zentrale Tatsache der Bibel und ebenso als den Kernpunkt von Christian Science. Aus ihrer Sicht müsse diese Tatsache durch das Heilen der Kranken bewiesen werden.
Christian Science sieht Gott, Geist und Gemüt als einzige Ursache und Prinzip des Universums an. Der Mensch gilt ihr gemäß dem ersten Schöpfungstext der Genesis (Gen 1,1–2a) als Bild und Gleichnis Gottes, folglich sei er geistig. Materie und das Böse gelten als – vor Gott, Geist – unwirklich und zeitlich.
Gott wird in der Christlichen Wissenschaft mit sieben Synonymen beschrieben: Gemüt, Geist, Seele, Prinzip, Leben, Wahrheit und Liebe. „Gott ist [die] Liebe“, ein Zitat aus den Johannesbriefen, steht an der Stirnwand vieler Kirchengebäude der Christlichen Wissenschaft. Um die Namen oder Synonyme für Gott eindeutig hervorzuheben, schrieb Eddy sie im Englischen groß – im Deutschen wird entsprechend Kapitälchen- oder Großschreibung benutzt; so wird etwa das göttliche Gemüt von dem menschlichen Gemüt unterschieden (siehe weiter unten die Anwendung in der „Wissenschaftlichen Erklärung des Seins“).
Eddy setzte sich vor der Niederlegung ihrer Gedanken mit dem Mesmerismus des Phineas Parkhurst Quimby und den Beobachtungen der Homöopathie auseinander, den Auffassungen, dass Krankheiten mentalen Ursprungs seien. Eddys Auffassung unterschied sich allerdings deutlich von der Suggestionstherapie Quimbys durch ihre christliche Einstellung, die Gott im Zentrum sieht und nicht eine manipulative Kraft des Menschen. Eddy folgerte, dass der Mensch als Gottes Bild und Gleichnis geistig vollkommen sein müsse und daher Sünde, Krankheit und Tod allein durch die Zuwendung zu dem göttlichen Ursprung wirklich überwunden (geheilt) werden könnten und müssten.
Den Begriff „Wissenschaft“ legte Eddy für sich neu aus. Die Frage nach einer christlich-wissenschaftlichen Erklärung des Seins beantwortete sie wie folgt:

„Es ist kein Leben, keine Wahrheit, keine Intelligenz und keine Substanz in der Materie. Alles ist unendliches GEMÜT und seine unendliche Manifestation, denn Gott ist Alles-in-allem. Geist ist unsterbliche Wahrheit; Materie ist sterblicher Irrtum. Geist ist das Wirkliche und Ewige; Materie ist das Unwirkliche und Zeitliche. Geist ist Gott, und der Mensch ist Sein Bild und Gleichnis. Folglich ist der Mensch nicht materiell; er ist geistig.“

Eddy stellte ihre „wissenschaftliche Erklärung des Seins“ in einen direkten Zusammenhang mit dem Bibeltext aus 1. Johannes 3:1–3, der ergänzend als sogenannte „entsprechende Schriftstelle“ jeden Sonntag am Ende des Gottesdienstes verlesen wird:

„Seht, welch eine Liebe hat uns der Vater erwiesen, dass wir Gottes Kinder heißen sollen – und wir sind es auch! Darum kennt uns die Welt nicht; denn sie kennt ihn nicht. Meine Lieben, wir sind schon Gottes Kinder; es ist aber noch nicht offenbar geworden, was wir sein werden. Wir wissen aber: wenn es offenbar wird, werden wir ihm gleich sein; denn wir werden ihn sehen, wie er ist. Und ein jeder, der solche Hoffnung auf ihn hat, der reinigt sich, wie auch jener rein ist.“

Dem Verlesen dieser beiden Texte folgt dann der Segen.
Eine Richtschnur für Beweggründe und Handlungen für die Mitglieder der Mutterkirche gab sie wie folgt im Kirchenhandbuch wieder:

„Weder Feindseligkeit noch rein persönliche Zuneigung sollte der Antrieb zu den Beweggründen oder Handlungen der Mitglieder Der Mutterkirche sein. In der Wissenschaft regiert allein die göttliche LIEBE den Menschen und ein Christlicher Wissenschafter spiegelt die holde Anmut der Liebe wider in der Zurechtweisung der Sünde, in wahrer Brüderlichkeit, Barmherzigkeit und Versöhnlichkeit. Die Mitglieder dieser Kirche sollen täglich wachen und beten, um von allem Übel erlöst zu werden, vom irrigen Prophezeien, Richten, Verurteilen, Ratgeben, Beeinflussen oder Beeinflußtwerden.“

### Glaubensbekenntnis
In Eddys Lehrbuch werden sechs Glaubenssätze vorgegeben, die von allen unterzeichnet werden müssen, die The First Church of Christ, Scientist, Boston beitreten wollen. Diese Glaubenssätze wenden sich gegen eine wörtlich-historische Auslegung der Bibel und gegen die Trinität. Vergebung wird als das geistige Verständnis, dass das Böse unwirklich ist, definiert. Erlösung geschehe durch Christus, durch Wahrheit, Leben und Liebe, und der Sinn der Kreuzigung und Auferstehung Jesu sei, „den Glauben zum Verständnis des ewigen Lebens zu erheben, zur Allheit der Seele, des Geistes, und zum Nichtsein der Materie“.

### Gottesdienst
Die Bewegung hat heute, anders als in ihrer Frühzeit, keine ordinierten Geistlichen. Die Bibel bildet zusammen mit dem Buch Wissenschaft und Gesundheit mit Schlüssel zur Heiligen Schrift den „Pastor“. Sonntags findet ein Gottesdienst statt; Kinder, Jugendliche und junge Erwachsene treffen sich in der Sonntagsschule. Die Sonntagsgottesdienste bestehen aus Gesang, Gebet sowie Lesungen aus der Bibel und Wissenschaft und Gesundheit mit Schlüssel zur Heiligen Schrift. Grundlage der Predigt sind die Lesungen. Bei regelmäßigen Versammlungen am Mittwoch werden ebenfalls kurze Lesungen aus beiden Büchern gehalten, den Hauptteil dieses Treffens bildet allerdings der Austausch von Erkenntnissen, Erfahrungen und erlebten Heilungen.
Eine Taufe oder die Feier des Abendmahls mit Brot und Wein findet nicht statt. In den Zweigkirchen wird jedoch zweimal im Jahr ein Sakramentsgottesdienst veranstaltet, bei dem die Gemeinde kniend eine geistige Kommunion feiert.

### Praktiker und Pfleger der Christlichen Wissenschaft
Die Bewegung hat eigene pflegerische Einrichtungen, Heiler und Pflegepersonal, die allerdings nicht über eine klassische medizinische Ausbildung verfügen, sondern in einem Elementarunterricht, dem sogenannten „Klassenunterricht“, durch Mitarbeiter der Christlichen Wissenschaften geschult werden.  Das von der Bewegung entwickelte „Heilungssystem“ wird von den Heilern, die „Praktiker“ genannt werden, angewendet. Für die Heilung spielt das Gebet eine zentrale Rolle. Diese sich auf den Heilungsauftrag Jesu berufende meist vollzeitliche religiöse Ausübung findet normalerweise ihre Form in dem, was in der christlich-wissenschaftlichen Theologie christlich-wissenschaftliche Behandlung genannt wird und eine systematisierte Form des Gebetes umfasst. Dazu gehört die Bekräftigung der geistigen Tatsachen des Seins, der Vollkommenheit Gottes und des Menschen, der in der christlichen Wissenschaft und in Anlehnung an den ersten Schöpfungsbericht der Bibel als Widerspiegelung der Gottheit verstanden wird.
Die ideelle Basis für diese Form der religiösen Praxis findet sich für den Christlichen Wissenschafter in der Bibel und in dem Buch Wissenschaft und Gesundheit mit Schlüssel zur Heiligen Schrift von Mary Baker Eddy. Die Praktiker werden in der Regel in dem offiziellen Organ der Bewegung, dem Christian Science Journal, sowie für Deutschland im Der Herold der Christlichen Wissenschaft offiziell gelistet.
In den USA werden laut eigenen Angaben der Bewegung die Kosten dieser Behandlungen von verschiedenen Krankenversicherungen oder vom staatlich finanzierten Programm Medicare gedeckt.

### Lehrer der Christlichen Wissenschaft
Lehrer der Christlichen Wissenschaft müssen im Unterrichtsrat der Mutterkirche, Der Ersten Kirche Christi, Wissenschaftler in Boston (USA) an einem Kursus teilgenommen haben. Voraussetzung dafür sind mindestens drei Jahre vollberufliche Arbeit als Praktiker der Christlichen Wissenschaft. Die Lehrer dürfen jährlich nur eine Klasse von maximal 30 Schülern unterrichten. Das Honorar für den Unterricht wurde im Kirchenhandbuch von Mary Baker Eddy festgelegt und beträgt pro Schüler maximal 100 US$. Unterrichtsstoff ist das Kapitel „Zusammenfassung“ aus dem Lehrbuch der Christlichen Wissenschaft Wissenschaft und Gesundheit mit Schlüssel zur Heiligen Schrift.

## Organisation
Die Verfassung der Kirche ist das Kirchenhandbuch von Mary Baker Eddy. Die Kirche wird von einem fünfköpfigen Vorstand geleitet. Der Vorstand wählt die Nachfolger bei freiwerdenden Plätzen im Vorstand. Die Kirche wird von einem jährlich vom Vorstand gewählten Präsidenten der Mutterkirche nach außen vertreten; faktisch liegt aber alle Verfügungsgewalt beim fünfköpfigen Vorstand.
Die Zweigkirchen regeln ihre Angelegenheiten unabhängig und demokratisch selbst. Sie kennen auch unterschiedliche Bedingungen für die Aufnahme von Mitgliedern in den einzelnen Zweigkirchen.
Die Mitgliedschaft kann man sowohl in einer Zweigkirche als auch in der Mutterkirche erwerben. Bestimmte Funktionen in den Zweigkirchen, wie das Leseramt, dürfen nur von Mitgliedern ausgeübt werden, die auch der Mutterkirche angehören. Um der Mutterkirche beizutreten, müssen sämtliche Verbindungen zu anderen Konfessionen gelöst werden.

### Trennungen von der Mutterkirche
Zu den im deutschsprachigen Raum wahrnehmbaren organisatorischen Trennungen von der „Bostoner Mutterkirche“ gehören:
Das Kappeler-Institut, benannt nach Max Kappeler, das in der Tradition des ehemaligen christlichen Wissenschaftlers John Doorly eine eigenständige, stark abstrahierende Weiterentwicklung der Theologie Mary Baker Eddys unternimmt. Doorly hatte sich in den 1920er Jahren von der Bostoner Mutterkirche gelöst. Der deutsche Zweig dieser Richtung hat seinen Sitz in Berlin.
Der Schweizer Landesverband freier christlicher Wissenschafter stellt eine Fortsetzung der am deutschen Idealismus eines Johann Karl Passavant und Johann Gottlieb Fichte orientierten „christlich wissenschaftlichen Bewegung deutschen Zweigs“ dar, der sich unter der Leitung von Marie Schön 1904 von Boston löste. Diese Richtung steht für eine Erweiterung der Lehre Mary Baker Eddys um idealistische und spiritualistische Ansätze aus anderen Richtungen. Das Lehrbuch Wissenschaft und Gesundheit gilt hier nicht mehr als unantastbar.
Die Christus-Gemeinde in Bremen, nicht zu verwechseln mit der Freien evangelischen „Christusgemeinde Bremen“, ist eine ehemalige „Erste Kirche Christlicher Wissenschafter“, die sich nach heftigen Auseinandersetzungen von Boston löste und versucht, auch Lehraspekte fernöstlicher Religionen mit den Lehren Mary Baker Eddys zu verbinden.

### Publikationen
Publiziert werden die nichtreligiöse, in den USA auch außerhalb der Kirche verbreitete Tageszeitung The Christian Science Monitor und die religiösen Publikationen Der Herold der Christlichen Wissenschaft (der seit 1903 als Abonnementszeitschrift erscheint, in Deutschland monatlich), The Christian Science Journal, The Christian Science Sentinel, Vierteljahresheft (Bibellektionsheft). Zudem werden von der herausgebenden Christian Science Verlagsgesellschaft 14 weitere Sprachen mit Zeitschriften versorgt.

### Rundfunksendungen
Christian Science produzierte ein Radioprogramm in fünf Sprachen, das über Kurzwellensender ausgestrahlt wurde. In deutscher Sprache war es jeden Sonntag eine Stunde lang zu empfangen. Im Jahr 2011 wurde es eingestellt. Vertreten sind Beiträge von Christian Science im Kirchenfunk von Bayern 2 und dem Hamburger Tide Radio.

## Verhältnis zu den großen Kirchen
Die christlichen Kirchen lehnen die Christliche Wissenschaft ab, da sie die Bibel mit außerbiblischen Wahrheitsquellen verbindet. Es gibt u. a. mit dem Christentum unvereinbare Verbindungen mit dem Mesmerismus, einem spekulativen Heilverfahren basierend auf dem Handauflegen, und der Homöopathie, einer pseudowissenschaftlichen Behandlungsmethode.
Die Evangelischen Landeskirchen sprechen sich in vielfacher Hinsicht gegen die Gemeinschaft aus. Die Evangelische Kirche in Mitteldeutschland warnt beispielsweise, dass „[d]ie Lehre und Praxis von Christian Science [...] zu Überforderung und Enttäuschung führen [kann], weil Gesundheit als durch die richtige Geisteshaltung machbar versprochen wird“. Sie spricht sich gegen „ein in repräsentatives gemeinsames Auftreten von kirchlichen Amtsträgern mit Vertretern der Christian Science“ aus. Kirchliche Räume werden der Gemeinschaft nicht zur Verfügung gestellt.
Die Christian Science ist kein Mitglied im Ökumenischen Rat der Kirchen. Grund ist das nichttrinitarische Glaubensbekenntnis, da die Anerkennung der Trinität eine Aufnahmevoraussetzung des Rates ist.
Auf lokaler Ebene beteiligt sich Christian Science (Christliche Wissenschaft) am Dialog der Religionen, beispielsweise als Mitglied der Arbeitsgemeinschaft der Kirchen und Religionsgesellschaften in Berlin.

## Kritik

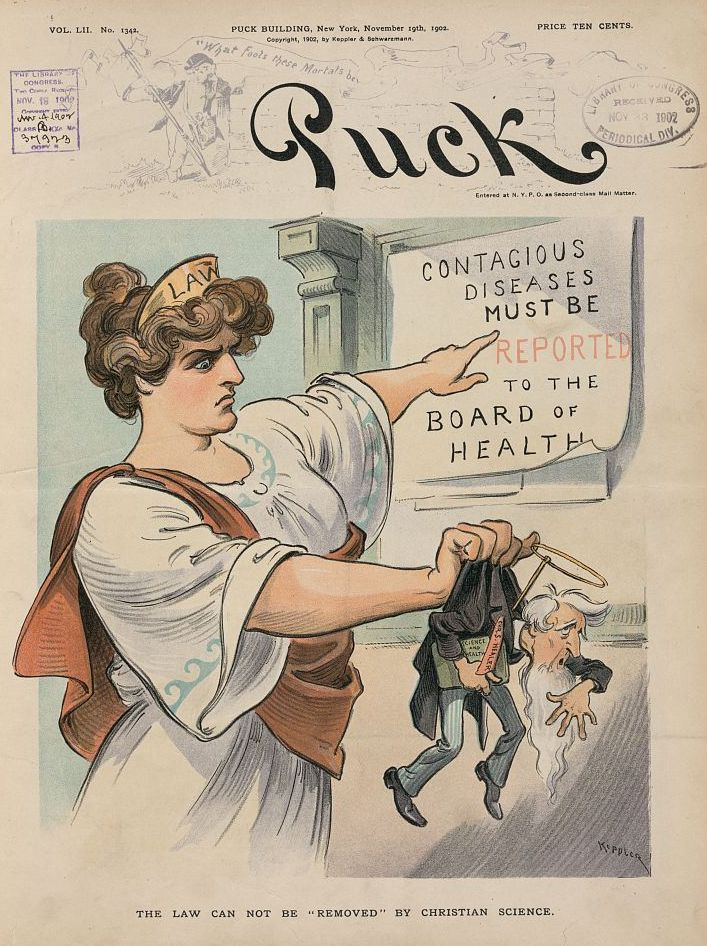
Das Gesetz kann nicht von Christian Science beseitigt werden. Karikatur (1902)

Die Christliche Wissenschaft wird kritisiert, weil sie der Schulmedizin sowie Impfungen und Medikamenten kritisch bis ablehnend gegenübersteht. Nach eigener Aussage stellt die Glaubensgemeinschaft ihren Mitgliedern jedoch frei, wie sie mit diesem Thema umgehen und welche Art der Gesundheitsfürsorge sie individuell wählen möchten.
Es sind einige Fälle von Kindern bekannt, die in jungem Alter an Krankheiten oder Verletzungen, die behandelbar gewesen wären, gestorben sind. Zum Teil kam es zu Vernachlässigung oder fahrlässiger Tötung von Kindern. Besonders in den USA ist es jedoch schwierig, die Eltern dieser Kinder juristisch zu belangen, da die Christian Science auch großen Aufwand durch Lobbyismus betreibt, um eine gesetzliche Grundlage zu erhalten, die ihre Art der Fürsorge als Religionsfreiheit schützen soll.

## Bekannte Anhänger
- Clara Westhoff (1878–1954), deutsche Bildhauerin und Malerin, Ehefrau von Rainer Maria Rilke
- Sergei Prokofjew (1891–1953), sowjetischer Pianist und Komponist[29]
- William H. Webster (1924–2025), US-amerikanischer Jurist und Direktor des FBI sowie der CIA[30]
- Bernd Schuster (* 1959), deutscher Fußballspieler und -trainer[31]
- Val Kilmer (1959–2025), US-amerikanischer Schauspieler[32]
- Annette Kreutziger-Herr (* 1962), deutsche Musik- und Kulturwissenschaftlerin

### Eigendarstellungen
- Marie Schön: Grundlagen der christlichen Wissenschaft. Gesammelte Vorträge. Deutscher Verlag der christlichen Wissenschaft, Berlin 1929.[16]
- John DeWitt: The Christian Science Way of Life. Christian Science Publishing Society, Boston 1974, ISBN 0-87510-068-6 (deutsch Die Lebenseinstellung des Christlichen Wissenschafters).
- Max Kappeler: Einführung in die Wissenschaft der christlichen Wissenschaft. Foundation Book Company, London 1977, DNB 780091124.
- Max Kappeler: Neue Entwicklungen in der christlichen Wissenschaft. 2. Auflage. Kappeler Institut, Zürich 1999, ISBN 3-906611-62-1.

### Sekundärliteratur
- Stephen Gottschalk: Christian Science. In: Lindsay Jones (Hrsg.): Encyclopedia of Religion. 2. Auflage. 2005, S. 1745–1748.
- Britta Waldschmidt-Nelson: Christian Science im Lande Luthers. Eine amerikanische Religionsgemeinschaft in Deutschland, 1894–2009. Franz Steiner Verlag, Stuttgart 2009, ISBN 978-3-515-09380-4.
- Oswald Eggenberger: Die Kirchen, Sondergruppen und religiösen Vereinigungen. TVZ, Zürich 2000, ISBN 3-290-11639-5, S. 164–166.
- Michael Klöcker: Christliche Wissenschaft (Kirche Christi, Wissenschaftler). In: Handbuch der Religionen. 1997, II-5.3.
- Hans-Diether Reimer: Christian Science – Christliche Wissenschaft. In: … Neben den Kirchen. 1985, S. 311 ff.
- Hans-Diether Reimer: Christian Science. In: Theologische Realenzyklopädie (TRE). Band 8, de Gruyter, Berlin / New York 1981, ISBN 3-11-008563-1, S. 62–64.
- Eduard Gerber: Sekten, Kirche und die Bibel im neuen Jahrtausend: Kriminalberichte aus Christentum und Esoterik, Evangelikale und Charismatiker, Absage an die Sektenjägerei, jüdische Gemeinden, Ökumene Licorne-Verlag, 1999 S. 45–52, ISBN 3-85654822-X
- Mark Twain: Christian Science. Verlag Tauchnitz, Leipzig 1907.
- Stefan Zweig: Die Heilung durch den Geist. Fischer-Verlag, 1930.